# Bibi
Bibi là tên riêng, biệt danh và họ.

## Người

### Biệt danh hoặc nghệ danh
- Bibi (ca sĩ) (sinh 1998), ca sĩ Hàn Quốc
- Châu Bút Sướng (sinh 1985), ca sĩ Trung Quốc
- Benjamin Netanyahu (sinh 1949), thủ tướng Israel
- Bianca Andreescu (sinh 2000), vận động viên quần vợt Canada

### Họ
- Mukhtaran Bibi (sinh k. 1972, tên hiện nay là Mukhtār Mā'ī), người bị hiếp dâm ở Pakistan

## Khác
- Kênh hoạt hình của VTVCab